# Шкртица или Марлијев дух
Шкртица или Марлијев дух (енгл. Scrooge, or, Marley's Ghost) британски је црно-бели неми хорор филм из 1901. године, редитеља Волтера Р. Бута и продуцента Роберта В. Пола, са Данијелом Смитом у главној улози. Представља прву адаптацију новеле Божићна прича (1843) аутора Чарлса Дикенса.
Према Евану Дејвидсону са Британског филмског института, филм је био веома амбициозан и испред свог времена. Не само да је успео да причу дугу 80 страница сажме у 5 минута, него је садржао и веома импресивне трик ефекте, који су укључивали постављање Марлијевог лица на врата и приказивање сцена из Скруџове младости на црној завеси.
Ово је први филм у историји који је користио међупреводе.

## Радња
На Бадње вече, богатог и шкртог старца, Ебенизера Скруџа, посећују три духа (Дух прошлих Божића, Дух садашњих Божића и Дух будућих Божића), који ће га натерати на преиспита своје понашање.

## Улоге
- Данијел Смит као Ебенизер Скруџ „Шкртица”